# Fons Bastijns
Alfons ("Fons") Bastijns (Meer, 28 januari 1947 – Brugge, 15 november 2008) was een Belgisch voetballer. Hij was een rechtsachter die meer dan 10 jaar voor Club Brugge speelde en in de jaren 70 ook drie keer uitkwam voor het Belgisch voetbalelftal.

## Carrière
Fons Bastijns groeide op in het Antwerpse Meer, waar hij ook voetbalde bij het bescheiden KFC Meer. In 1965 stapte de 18-jarige aanvaller over naar toenmalig eersteklasser Racing White. Hij werd er in het team van trainer Norberto Höfling een ploegmaat van onder meer Robert Waseige, Fons Haagdoren en André Stassart. Toen de Roemeense coach in 1967 terugkeerde naar Club Brugge volgde Bastijns in zijn zog.
Bij blauw-zwart werd de kleine aanvaller omgevormd tot rechtsachter, mede uit noodzaak door het plotse overlijden van Brian Hill. Bastijns' ploeggenoot pleegde op 15 maart 1968 zelfmoord. Vanaf dan werd hij ook een vaste waarde bij Club Brugge. In 1973 pakte het team onder coach Leo Canjels zijn eerste titel sinds 1920. Het was het begin van de meest succesvolle periode uit de clubgeschiedenis. In 1974 nam Ernst Happel het roer over en werd Bastijns aanvoerder van het team. Onder leiding van de Oostenrijkse succescoach werd Club Brugge drie jaar op rij kampioen (1976, 1977 en 1978) en groeide het uit tot een Europese topclub. In 1976 bereikte blauw-zwart de finale van de UEFA Cup, waarin het Liverpool FC als tegenstander kreeg. De heenwedstrijd werd met 3-2 verloren, de terugwedstrijd eindigde op 1-1. Twee jaar later stonden beide clubs opnieuw tegenover elkaar, ditmaal in de finale van de Europacup I. Het spannende duel werd opnieuw gewonnen door de Britten.
Na het vertrek van Happel in november 1978 had Club Brugge meer moeite om de competitie te domineren. Hoewel blauw-zwart in 1980 nog wel de landstitel pakte, gingen de prestaties er vanaf dan op achteruit. Tal van sterkhouders die mee aan de basis lagen van het succes uit de jaren 70 zetten een punt achter hun carrière of zochten andere oorden op. Bastijns, die niet kon rekenen op het vertrouwen van coach Gilbert Gress, verliet Brugge in 1981 voor de Franse tweedeklasser USL Dunkerque. De inmiddels 34-jarige verdediger speelde er één seizoen alvorens een punt te zetten achter zijn spelerscarrière.
In 1982 werd hij manager van KV Mechelen, dat toen in tweede klasse uitkwam. Bastijns werd in Mechelen verenigd met oud-trainer Leo Canjels en oud-ploegmaat Jos Volders. Bastijns zag in zijn periode bij Mechelen onder meer Piet den Boer en Koen Sanders neerstrijken Achter De Kazerne. Als manager hield hij het echter niet lang vol. De job viel amper te combineren met zijn baan als kantoorhouder van een bankfiliaal. Nadien ging hij als jeugdtrainer aan de slag bij vierdeklasser FC Duffel. Hij speelde er ook nog een tijdje mee met het eerste elftal.

### Nationale ploeg
Ondanks het feit dat Bastijns aanvoerder was van het Club Brugge dat in de jaren 70 hoge toppen scheerde in Europa kwam hij bij de nationale ploeg bijna niet aan spelen toe. De rechtsachter zag hoe bondscoach Raymond Goethals de voorkeur gaf aan Georges Heylens en Gilbert Van Binst, en later ook aan de jonge Eric Gerets. Ook onder Goethals' opvolger Guy Thys was Gerets de vaste rechtsachter. Bastijns speelde in totaal drie keer voor het Belgisch voetbalelftal. Zijn debuut maakte hij op 15 november 1970 tegen Frankrijk. België verloor het vriendschappelijk duel met 1-2. Op 31 oktober 1973 speelde hij aan de zijde van Van Binst in een WK-kwalificatieduel tegen Noorwegen. De Belgen wonnen met 2-0. Op 26 maart 1977 speelde hij zijn derde en laatste interland tegen Nederland. Oranje won de derby der Lage Landen met 0-2.
Bastijns overleed in 2008 aan de neurologische ziekte amyotrofe laterale sclerose (ALS). Hij werd 61 jaar.

## Erelijst
Club Brugge
- Eerste Klasse: 1972–73, 1975–76, 1976–77, 1977–78, 1979–80
- Beker van België: 1967–68, 1969–70, 1976–77; 1978-79 (finalist)[3]
- SuperCup: 1980
- UEFA Cup: 1975-76 (finalist)[4]
- Europacup I: 1977-78 (finalist)[5]
- Trofee Jules Pappaert: 1972, 1978[6]
- Brugse Metten: 1979[7]